# Salttønde
Die Salttønde war ein dänisches Volumenmaß. Das Maß war für Holzkohle, Steinkohle, Baumrinde und Lohe und wurde gehäuft gemessen. Es zählt zu den sog. Kohlenmaßen. Beim Salz wurde aber nicht dieses Maß angewendet, sondern man nahm die Korntonne (Korntønde), zumal norwegisches Salz nach Gewicht (10 Scheffel (dän.) entsprachen 250 Pfund) gehandelt wurde. 
- 1 Salttønde = 176 Pott(er) = 8571,98 Pariser Kubikzoll = 170,037 Liter

Im Vergleich:
- 9 Salttønnen = 11 Korntønde